# 林忠崇
林 忠崇（はやし ただたか、嘉永元年7月28日〈1848年8月26日〉- 昭和16年〈1941年〉1月22日）は、江戸時代末期（幕末）の大名。上総国請西藩の第3代藩主。
松平氏（徳川氏）の祖とされる松平親氏の代から徳川氏および江戸幕府に仕えてきた三河譜代の林家当主として、戊辰戦争時には大名の身でありながら脱藩して旧幕府方の遊撃隊に加わり、各地を転戦したため、戦後明治新政府によって改易された唯一の大名となる。赦免後も職や住所を転々としてしばらく困窮した生活を送るが、昭和初期まで存命し、晩年は「最後の大名」として知られた。

## 生涯

### 生い立ち
嘉永元年7月28日（1848年8月26日）、請西藩主・林忠旭の五男として生まれる。嘉永7年（1854年）に忠旭が隠居するが、兄・忠貞はすでに早世しており、忠崇も幼少であったため、叔父の忠交が家督を相続した。慶応3年（1867年）、忠交の死去により、幼少であった忠交の子・忠弘に代わって家督を相続する。忠崇は文武両道で幕閣の覚えめでたく、将来閣老になる器と評されていたとされる。
江戸城大奥筆頭老女（上臈御年寄）であった万里小路局は引退後、江戸浜町の請西藩邸に住んでいたが、慶応4年（1868年）に元部屋方の都山と共に請西藩領の上総国望陀郡請西村（現在の千葉県木更津市請西）へ移り住んだ。その際に請西藩領内にある長楽寺が仮宿となり、同寺では万里小路を「まて様」と呼んでいたと伝わる。のち長楽寺の裏手にあった真武根陣屋内へ移り住む。万里小路局は戊辰戦争の際、忠崇へ支援を行っている。

### 戊辰戦争と脱藩

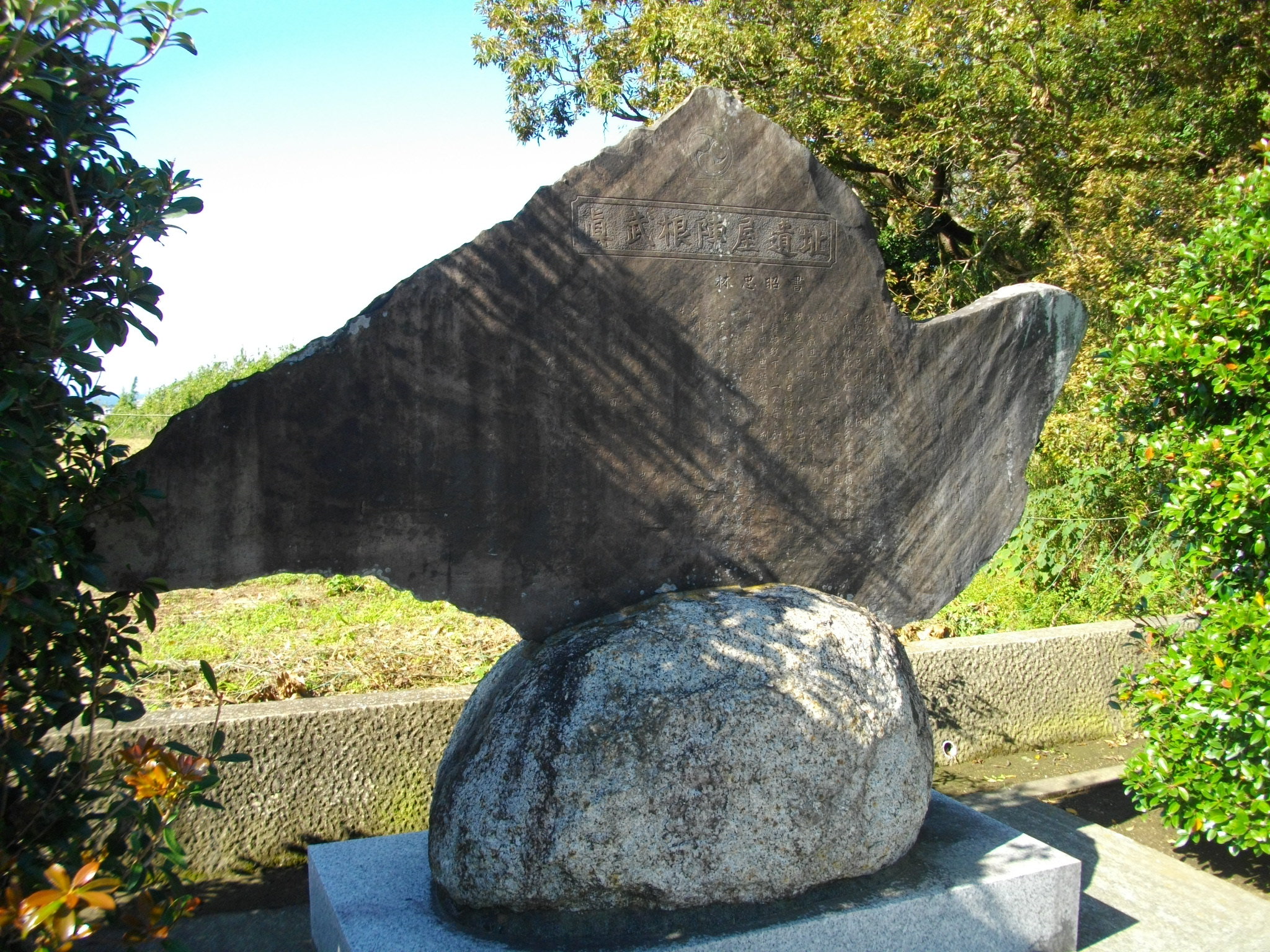
真武根陣屋遺址（千葉県木更津市請西）。忠崇は脱藩時に自ら陣屋を焼き払った。

慶応3年（1867年）、大政奉還の報を受けた藩は洋式軍の調練を行なうなど有事に備えたが、慶応4年（1868年）1月、戊辰戦争勃発にともなって藩論は恭順派と抗戦派に分かれて伯仲した。しかし所詮は一万石の小藩であり、大勢になにかしらの影響を及ぼすことはなかった。
同年閏4月に撤兵隊、伊庭八郎や人見勝太郎率いる遊撃隊など、旧幕府軍が逃走の末に藩領を来訪した。彼らから助力を要請された忠崇は、領民に迷惑をかけず自由行動を行えるよう自ら脱藩し、同意した藩士70名とともに遊撃隊に参加した。なお、忠崇は出陣に際して真武根陣屋を自ら焼き払っている。新政府は藩主自らの脱藩を反逆と見なし、林家は大名家最後の改易処分となった。
忠崇らは幕府海軍の協力を得て、館山から相模湾を渡り、箱根戦争やその周辺の伊豆などで新政府軍と交戦した。その後は遊撃隊と共に常陸国から陸奥国へ転戦したが、旧幕府軍・奥羽越列藩同盟軍の相次ぐ敗北により戦況は悪化した。盟主の仙台藩が新政府軍に恭順したことで、忠崇一行は榎本武揚らの蝦夷地行きに加わろうとしていたが、徳川宗家存続の報を受けると、自身の戦争の大義名分が果たされたとして新政府軍に降伏した。忠崇の身柄は護送され、江戸の唐津藩邸に幽閉された。のち甥の忠弘の預かりとなった。

### 戊辰戦争後から晩年
明治2年（1869年）、旧家臣らの運動により、甥の忠弘が東京府士族（300石）として家名復興が認められた。しかし家禄はさらに35石に減らされ、その後の秩禄処分によって収入が完全に断たれ、困窮した生活を余儀なくされた。明治5年（1872年）1月に赦免された忠崇は、旧領の請西村において石渡金四郎という人物の離れを借りて農民として生活した。明治6年（1873年）12月、東京府に十等属の下級役人として登用されるが、明治8年（1875年）に東京府権知事・楠本正隆と意見が衝突したために辞職した。その後、函館に渡り、仲栄助の商店（北海道産物を各地へ輸送販売していた大店）で番頭を務めるが、数年後に店が破産したため、神奈川県座間の寺院・水上山龍源寺に寓居し、寺の手伝いをしたり、詩画に親しんで暮らした。忠崇が元は大名であることを知っていたのは住職だけで、住職の妻子もそのことを知らず、忠崇は近所では寺男だと思われていた。明治13年（1880年）より大阪府西区で書記として勤務した。このように林家は旧諸侯にもかかわらず、改易の事情から華族の礼遇が与えられることはなかった。
明治26年（1893年）、西郷隆盛が西南戦争で負った朝敵扱いを解かれたことに勇気づけられた旧藩士によって、再度の家名復興の嘆願が認められ、忠弘が男爵を授けられて華族に列した。その際、分家していた忠崇も復籍して「無爵華族」（華族の家族）という扱いとなり、翌年には従五位に叙された。その後は宮内省東宮職庶務課に勤めるが、明治29年（1896年）に病気のため辞職した。回復後の明治32年（1899年）からは日光東照宮に神職として勤めたが、明治35年（1902年）に家事（妻の病気か）のため辞職して帰郷した。
大正4年（1915年）からは岡山県において、次女・ミツ（1886年生まれ）の嫁ぎ先である妹尾順平（妹尾銀行頭取・衆議院議員）の元で同居したが、昭和10年（1935年）にミツと妹尾が離婚したため、忠崇はミツと二人暮らしになった。また、大正5年（1916年）に忠弘が死去し、爵位は忠弘の子の忠一が相続した。
昭和12年（1937年）に旧広島藩主・浅野長勲が死去した後、忠崇は生存する唯一最後の元大名となった。晩年はミツと同居しながら悠々自適の生活を送り、時には「最後の大名」として各取材を受けた。太平洋戦争が始まろうとする昭和16年（1941年）1月22日、ミツの経営するアパートにて病死。享年94（満92歳没）。死の直前に辞世を求められた際、「明治元年にやつた。今は無い」と答えたと言われる。戊辰戦争時に降伏する際に詠んだ辞世の歌は「真心の　あるかなきかはほふり出す　腹の血しおの色にこそ知れ」。ただし、それでもなお、と求められたため、「琴となり 下駄となるのも 桐の運」と詠んだと伝わる。
墓所は東京都港区愛宕の青松寺。

## 栄典
- 1894年（明治27年）2月20日 - 従五位[9]
- 1917年（大正6年）1月20日 - 御紋付銀杯[10]
- 1937年（昭和12年）1月15日 - 御紋付銀杯御絹[11]

## 系譜
- 父：林忠旭（1805 - 1867）
- 養父：林忠交（1845 - 1867）
- 正室：小島チエ - 小島弥作の次女
  - 長女：某
  - 次女：ミツ（1886 - ?） - 妹尾順平夫人。後に離婚。
- 養子
  - 林忠弘（1857 - 1916） - 林忠交の子

## 登場作品
- 中村彰彦『遊撃隊始末』文藝春秋
  - 新版『脱藩大名・林忠崇の戊辰戦争　徳川のために決起した男』ワック
- 東郷隆『坐視に堪えず』（『我餓狼と化す』実業之日本社文庫 収録）

## 映像作品
- 歴史秘話ヒストリア「最後の大名　時代を駆ける」（NHK、2019年7月24日放送）-　忠崇役は濱正悟が演じた[12]